# La Fille aux neuf perruques (film)
Pour plus de détails, voir Fiche technique et Distribution.
La Fille aux neuf perruques (Heute bin ich blond) est une tragi-comédie allemande réalisée par Marc Rothemund, sortie en 2013.
Écrit par Katharina Eyssen (de) à partir du best-seller autobiographique Meisje met negen pruiken (nl) de la Néerlandaise Sophie van der Stap, le film raconte l'histoire de Sophie interprété par Lisa Tomaschewsky, qui joue le rôle d'une jeune étudiante hospitalisée pour traiter par chimiothérapie un cancer plèvral.
Produit par Andreas Bareiss et Sven Burgemeister (de), le film a été tourné en allemand en Allemagne et en Belgique. Il a eu sa première à Hambourg le 20 mars 2013, sous le titre allemand : Heute bin ich blond, littéralement Aujourd'hui je suis blonde, avant d'être lancé le 28 mars 2013 dans les cinémas allemands. Il est sorti en direct-to-video en France le 4 février 2015 sous le titre La Fille aux neuf perruques.

## Synopsis
À Anvers, en Flandre belge, au début du mois de février 2012, Sophie est une étudiante de 21 ans, refusant d'avoir un seul partenaire, changeant d'homme en homme non sérieux.
Une douleur thoracique l'oblige à faire des examens médicaux qui lui annoncent qu'elle est atteinte d'un cancer de la plèvre, l'obligeant à être hospitalisée pour subir une chimiothérapie, provocant une calvitie.
Pour ne pas laisser la maladie la rendre chauve et gouverner sa vie, Sophie se rase les cheveux et achète neuf perruques pour profiter de sa vie dans une explosion de parties fines, flirt et sexe comme si elle n'était pas malade.
Avec sa meilleure amie Annabel, elle sort en clubs, boit de l'alcool, fait l'amour avec son copain Rob et écrit tous les jours sur son blog, pour échapper à l'ennuyeux et fatigant hôpital.
Après quelques semaines elle est guérie, mais elle découvre que Rob a une nouvelle copine, Eva.

## Fiche technique
- Titre original : Heute bin ich blond
- Titre international : The Girl with 9 Wigs
- Titre français et québécois : La Fille aux neuf perruques
- Réalisation : Marc Rothemund
- Scénario : Katharina Eyssen (de), d'après le livre de Sophie van der Stap
- Photographie : Martin Langer
- Musique : Johan Hoogewijs (en) et Mousse T.
- Direction artistique : Stijn Guillaume
- Décors : Ilse Willocx
- Costumes : Silke Sommer (de)
- Montage : Simon Gstöttmayr (de)
- Production : Andreas Bareiss et Sven Burgemeister (de)
- Société de production : Goldkind Filmproduktion (de)
- Société de distribution : Universum Filmverleih GmbH
- Genre : Comédie dramatique
- Format : couleur - 35 mm - son Dolby
- Pays d'origine :  Allemagne
- Langue originale : allemand
- Budget : 5 millions €[6].
- Durée : 87 minutes (1h27min)
- Année de production : 2013 (tournage) - 2013 (post-production et finalisation)
- Dates de sortie : 
  -  Allemagne : Heute bin ich blond : 20 mars 2013 (première mondiale à Hambourg)
  -  États-Unis : The Girl with Nine Wigs : 5 juin 2013 (Festival de Seattle)
  -  Belgique : La Fille aux neuf perruques : 4 septembre 2013  (sorti en DVD)
  -  Pays-Bas : Het meisje met negen pruiken : 5 septembre 2013
  -  Pologne : Dzis jestem blondynka : 29 novembre 2013
  -  Hongrie : Lány kilenc parókával : 11 avril 2014
  -  France : La Fille aux neuf perruques : 4 février 2015 (diffusion à la télévision)

## Distribution
- Lisa Tomaschewsky : Sophie Ritter
- Karoline Teska (de) : Annabel, la copine de Sophie
- David Rott (de) : Rob, le copain de Sophie
- Peter Prager (de) : Wolfgang Ritter, le père de Sophie
- Maike Bollow (de) : Inge Ritter, la mère de Sophie
- Alice Dwyer : Saskia Ritter, la sœur de Sophie
- Jasmin Gerat : Chantal, la copatiente de Sophie
- Gerald Alexander Held (de) : Docteur Friedrich Leonhard
- Ben Braun (de) : Docteur Konrad
- Herman van Ulzen (de) : Dr Neumann, Oncologue d'ambulatoire
- Daniel Zillmann (de) : Bastian, l'infirmier
- Katrin Pollitt (de) : Paula, l'infirmière
- Sebastian Bezzel (de) : le professeur chargé de cours de fac
- Chiron Elias Krase : Emil, le petit patient

## Critique et réception
La review aggregator Rotten Tomatoes rapporte un avis positif sur 36 critiques donnant une note moyenne de 3.5/5. 

« Ce film réussit à transmettre la force de l'histoire et le jeu du piano donne une consolation imperceptiblement douce. »

— Bianka Piringer, Kino zeit.de 

« Les perruques ont donné à Sophie de multiples personnalités pour surmonter son cancer. Après que la thérapie lui a pris ses cheveux, Sophie voulait continuer d'étudier comme avant. Le résultat est une tragi-comédie où le courage et l'optimisme ne manquent pas une seconde ! Christoph Petersen »

— Filmstarts

« Un film émouvant sur un sort réel ! La belle Sophie lutte contre son cancer. Ses armes : neuf perruques ! L'actrice Lisa Tomaschewsky se rase la tête - devant la caméra. »

— Deborah Löffler, TV Movie

« Vous pourrez vous adonner à tout cet idéalisme, c'est un très beau film. Mais on ne devrait pas fermer les yeux que c'est une version filtrée et enjolivée de la vie. »

— Björn Stöckemann , Filmfutter.com

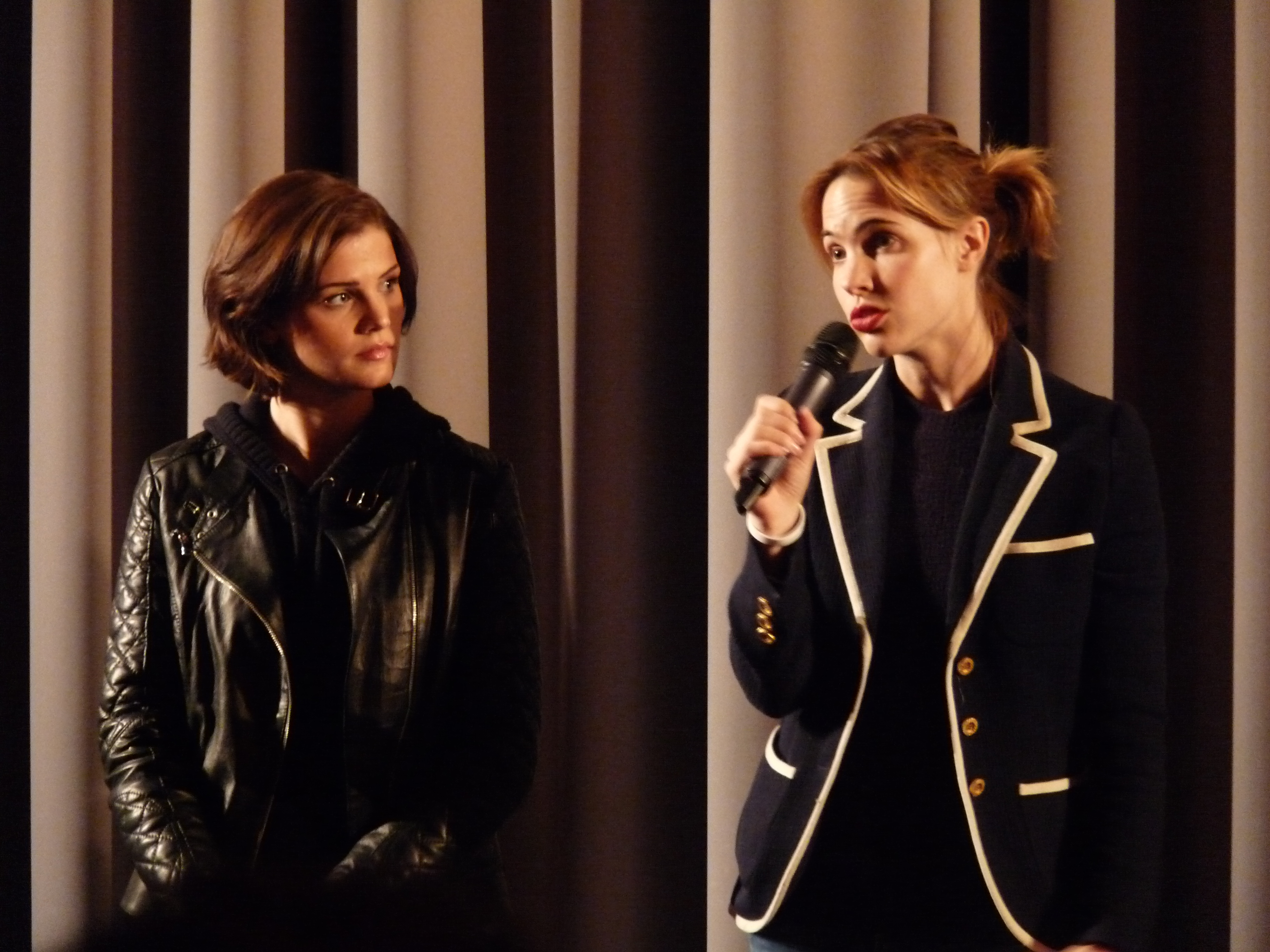
Lisa Tomaschewsky et Sophie van der Stap au

Le film est basé sur la vie réelle de la Néerlandaise Sophie van der Stap, qui a été diagnostiquée avec une forme rare de cancer. Elle a écrit au cours de sa chimiothérapie, ses pensées, ses sentiments et ses expériences, et plus tard, elle les a publié sous la forme d'un livre, vendu à plus de 100 000 exemplaires en Allemagne sous le titre Meisje met negen pruiken (nl) (littéralement La Fille avec neuf perruques).
Lisa Tomaschewsky a eu des expériences similaires, comme Sophie dans la vraie vie, comme quand elle est vêtue d'une de ses perruques. Au milieu du film, Sophie van der Stap a fait une brève apparition : dans la boîte de nuit, elle rencontre Sophie Ritter (Lisa Tomaschewsky) qui porte sa perruque « Platina » et Stap lui dit : « Super Perruque ! »
Le film a apporté plusieurs changement au livre Meisje met negen pruiken (nl) :
- Le lieu de l'histoire a été déplacé d'Amsterdam (Pays-Bas) à Anvers (Belgique) et Hambourg (Allemagne).
- Les noms des médecins sont complets, « Dr L. » dans le roman est devenu dans le film « Dr Leonhard ».
- Le nom de la perruque « Stella » a été renommé en « Bébé ». Les neuf perruques sont « Blondie », « Daisy », « Pam », « Platina », « Sue », « Lydia », « Bébé », « Stella » et « Uma » qui fait allusion à la coiffure de Uma Thurman dans Pulp Fiction.

## Bande sonore
La bande sonore, créée par Mousse T. a été compilée et a paru sous le label Peppermint Jam. La bande sonore comprend les titres suivants :
1. Leslie Clio – I Couldn't Care Less
2. Ferry Ultra – Happy (Mousse T's Clappin Mix) [Feat. Gwen McCrae]
3. Mandrax – Sliding
4. Johan Hoogewijs (de) – Diagnosis
5. Florian Tessloff (de) – Sophie & Mama
6. Johan Hoogewijs – Time Travelling
7. Urban Epic – Changes
8. Johan Hoogewijs – Beautiful Sister
9. Alev Lenz (de) – Song No 1
10. Ferry Ultra – Let Me Do My Thang (dOP Vocal Edit) [Feat. Gwen McCrae]
11. Digitalism – Pogo (Digitalism's Pogo Robotic Remix)
12. Elliot Smith – Angeles
13. Johan Hoogewijs – Ostsee
14. Mousse T. – By Myself (Feat. Inaya Day)
15. Peter Hinderthür (de) – Rob's Done
16. Johan Hoogewijs – Letter to the Cause
17. Mousse T. & Suzie – All Nite Long (Chicken Lips Remix Edit)
18. Florian Tessloff (de) – Sick in Love
19. Peter Hinderthür (de) – Chantal
20. Urban Epic – On Fire
21. Leslie Clio – Just Begun
22. Lena Meyer-Landrut – Neon (Lonely People) (de)

## Lieux du tournage
Le film a été tourné à Anvers en Belgique et en Allemagne : 
- Schleswig-Holstein
- Hambourg (où habite l'actrice Lisa Tomaschewsky) : 
  - L'University Medical Center Hamburg-Eppendorf (en)
  - La Philharmonie de l'Elbe sur l'Elbe.